# Mohamed Flissi
Mohamed Flissi (en arabe : محمد فليسي) est un boxeur algérien né le 13 février 1990 à Boumerdès.

## Carrière
Sa carrière amateur est principalement marquée par une médaille d'or remportée aux Jeux africains de Brazzaville en 2015 dans la catégorie mi-mouches. À la fin de l’année, il est sacré meilleur athlète algérien de l'année à l'issue du sondage organisé par Algérie Presse Service.
En 2020, il est désigné président-adjoint de la commission des athlètes du Comité international des Jeux méditerranéens.
En 2021, il est porte-drapeau de la délégation algérienne lors de la cérémonie d'ouverture des Jeux olympiques d'été de 2020 avec la nageuse Amel Melih.
En 2023, il annonce sa retraite à la fin des jeux panarabes.

## Palmarès

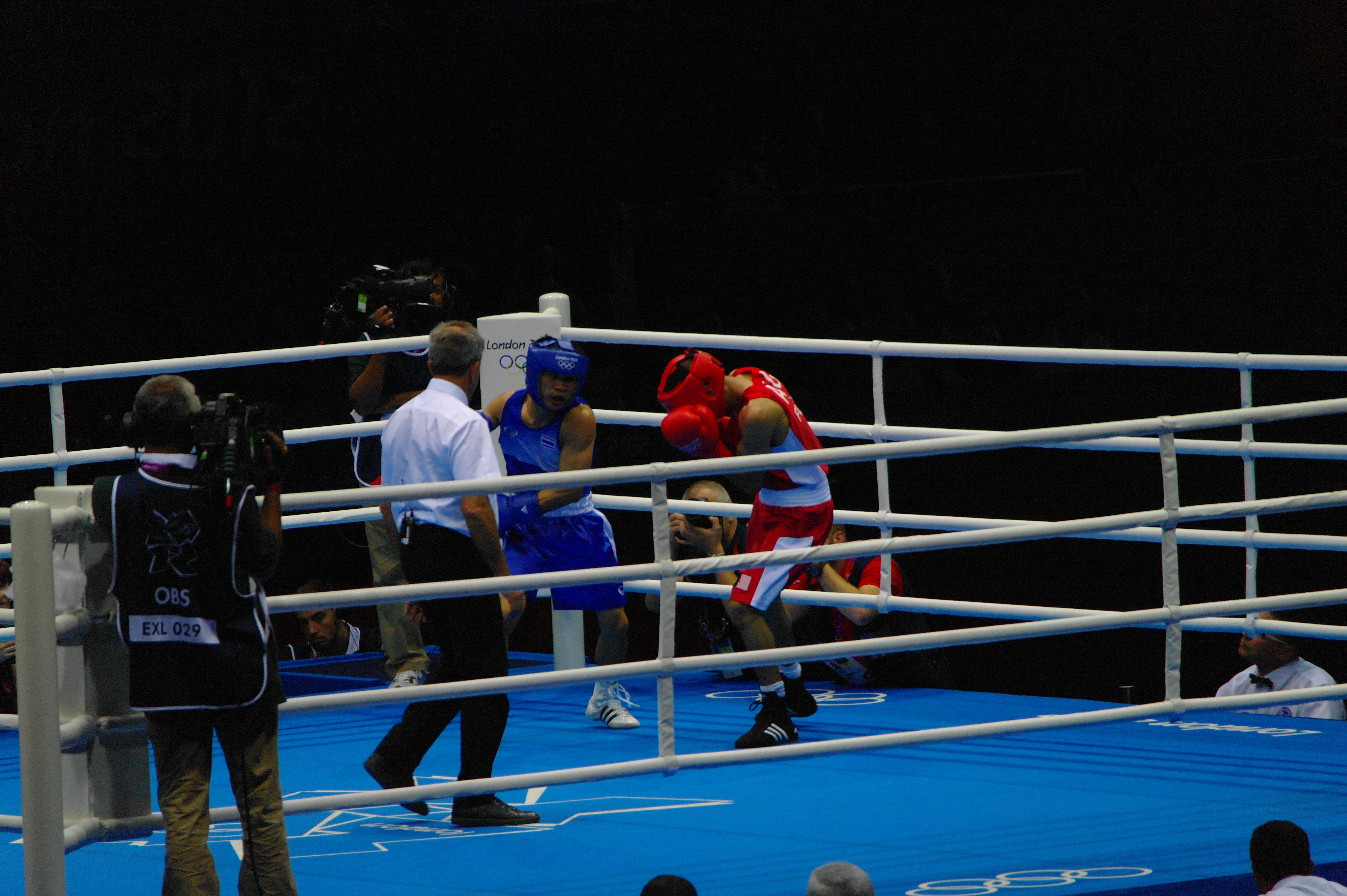
Flissi (à droite) aux jeux olympiques de Londres en 2012

### Jeux olympiques
- Seizièmes de finale en (-49 kg) en 2012 à Londres, ( Angleterre)
- Quarts de finale en (-52 kg) en 2016 à Rio de Janeiro, ( Brésil)
- Huitièmes de finale en (-52 kg) en 2020 à Tokyo, ( Japon)

### Championnats du monde de boxe amateur
- Médaille d'argent en (-49 kg) en 2013 à ( Kazakhstan)
- Médaille de bronze en (-52 kg) en 2015 à ( Qatar)

### Championnats d'Afrique de boxe amateur
- Médaillé d'or en (-52 kg) en 2015 à ( Maroc)
- Médaillé d'or en (-52 kg) en 2017 à ( République du Congo)

### Jeux africains
- Médaille d'argent en (-48 kg) en 2011 à ( Mozambique)
- Médaillé d'or en (-52 kg) en 2015 à ( République du Congo)
- Médaille de bronze en (-52 kg) en 2019 à ( Maroc)

### Jeux méditerranéens
- Médaillé d'or en (-49 kg) en 2013 à ( Turquie)

### Jeux mondiaux des sports de combat
- Médaille de bronze en (-49 kg) en 2010 à  Pékin, République populaire de Chine.

### Jeux panarabes
- Médaille d'argent dans la catégorie des moins de 54 kg en 2023 à Alger ( Algérie)[5]